# Haley Farm State Park
Haley Farm State Park ist ein State Park im US-Bundesstaat Connecticut auf dem Gebiet der Gemeinde Groton. Zweck des Parks ist die Erhaltung von Farmland, das seit der Kolonialzeit (–1776) bewirtschaftet wurde. An dieser Stelle befand sich die Milchfarm von Caleb Haley. 1953 wurde das Land an A. C. White verkauft, der Mumford Cove erbaute und 198 acre (80 ha) an den State of Connecticut verkaufte. 1970 ging das Land für $300.000 an den Staat über. 1975 wurde ein Fahrradweg von Mystic nach Noank eingerichtet, der zum Teil auf dem Gebiet von Haley Farm State Park verläuft. Weitere 57 acre (23 ha) wurden für $913.300 erworben und 2002 dem Park angefügt. Der Park umfasst heute 267 acre (108 ha) und schließt sich direkt an das Bluff Point Coastal Reserve an. Der Park ist reserviert für Radfahrer und Wanderer.

## Geschichte
Das Land, auf dem heute der Haley Farm State Park liegt, war ein Teil eines größeren Areals, welches an 1648 oder 1649 an John Winthrop Jr. verliehen wurde. Winthrop war Gouverneur der Saybrook Colony und gilt oft als „Connecticut's first governor“. Später wurde das Land aufgeteilt und das Stück auf dem Haley Farm liegt wurde als Fort Hill Farm bezeichnet. Die Farm wurde von Starr Chester 1789 erworben und ging 1833 über an Noyes Barber. 1852 wurde das Gebiet erneut aufgeteilt und die Farm an Henry B. Lewis verkauft. 400 acre wurden 1869 an Caleb Haley zum Preis von $12.000 verkauft. Haley bearbeitete das Land, errichtete Steinmauern und züchtete Pferde im Gebiet von Racetrack Pond. Das Land ging 1924 über an seinen Sohn, Samuel Haley. Dieser führte die Farm weiter bis zu seinem Tod 1947, als seine Tochter Juliet Haley das Land erbte. Auf der Farm wurden Sahne und Milch hergestellt, die vor allem nach Noank, West Mystic und Mystic verkauft wurde. 1953 wurde die Farm von der Familie an A. C. White verkauft, der die Farm aufgab und den Abwasserkanal Mumford Cove baute. White gab das 250-acre-große Landstück mit Haley Farm zum Verkauf frei. 1960 brannte das Farmgebäude ab und die anderen Gebäude wurden 1973 abgerissen, nachdem sie für einen eventuellen späteren Wiederaufbau dokumentiert worden waren.
1963 gab es erste Bemühungen, das Land zu erwerben und es vor einer Zersiedlung zu schützen. Die Gemeinde wehrte sich gegen eine Neuaufteilung für ein geplantes Multi-residential-Gebiet durch Algernon-Blair's. Dann wurde das Land durch Alcor Inc. 1966 an O&G Construction Co. verkauft. 198 acre wurden jedoch an White zurückgegeben, nachdem die O&G Construction „im Verzug mit ihren Zahlungen und Steuern war.“ Im Juli 1970 erwarb der State die 198 acre von Haley Farm von A. C. White für $300.000. Das Geld wurde durch federal funding für $150.000, state funding für $100.000 und $50.000 von der Groton Open Space Association aufgebracht, Die Groton Open Space Association ist eine lokale Organisation, die extra für dieses Projekt ins Leben gerufen wurde. Sie beschaffte die restlichen Gelder bis 1970. Zu dieser Zeit gab es von der Park and Forest Commission noch keine Pläne, das Gebiet in einen Park umzuwandeln. Das Department of Energy and Environmental Protection erkennt Haley Farm jedoch seit Juli 1970 offiziell als Connecticut State Park an.
1975 wurde der Radweg von Mystic nach Noank eingerichtet, der zum Teil über das Gebiet von Haley Farm State Park verläuft. 1981 wurde ein Plan zum Ausbau des Radweges von Anwohnern verhindert, weil man sich sorgte, dass die Radwege von Motorradfahrern missbraucht würden. 1980 hatte sich ein schwerer Motorradunfall ereignet.
2002 wurden zusätzlich 57 acres (23 ha) für weitere $913.300 erworben und in den Park integriert. Das Land kam von GuerraDeAngelis Trustees (O&G, 49.95 acre) und von Bowen Briggs (7.14 acre). Die Mittel stammten aus dem State of Connecticut's Recreation and Natural Heritage Trust Program. 2001 wurde das Racetrack Pond Area von der Mumford Cove Association erworben. Der Park wurde durch eine Fußgängerbrücke direkt mit dem Bluff Point Coastal Reserve verbunden. Die Brücke überspannt die Groton and Stonington Street Railway.

## Vegetation
Leary schreibt, dass der Park ein Mosaik von höher gelegenen Weiden und Feuchtgebieten bietet. Algen und Pflanzen der Gezeitenzone finden sich an der Küste, unter anderen Salzgräser, Seggen und Torfmoos. Die sumpfigen Gebiete beherbergen Rotahorn und Tulpenbäume, landeinwärts kommen Kirschen, Hickory und weitere buschige Gewächse vor. Die Geschichte des Gebiets lässt sich durch Untersuchungen der Bäume deuten: 1973 wurde eine Weiß-Eiche mit einem Alter von 142 Jahren gefunden, ein Baum an der oberen Lebensgrenze dieser Art. In den ersten 34 Lebensjahren zeigte er immenses Wachstum, was man auf den Hurrikan Great September Gale of 1815 zurückführt, der viele der älteren Bäume zerstörte und das Unterholz befreite. Die Jahresringe von 1918 zeigen eine Vergrößerung, weil der Kastanienrindenkrebs zusätzlich Platz schuf und auch nach dem Neuengland-Hurrikan (1938) gab es nochmals einen Wachstumsschub. Die 1960er Jahre zeigen nur noch wenig Wachstum und dienen als Beweis für die sehr trockenen Wetterbedingungen in New England in dieser Zeit. Haley Farm State Park ist ein kostbares Habitat, das eine große Biologische Diversität auf kleinem Raum zusammendrängt.Das Wachstum und die Zusammensetzung der Waldgebiete verändert sich ständig durch die großen Stürme und andere biologische Faktoren, was zu einer ständigen „Selbstanpassung“ des Waldes führt.